# سفينة الدعم الإيرانية كنارك
سفينة الدعم الإيرانية كُنارَك (Konarak) هي سفينة دعم من فئة Hendijan. تم بناؤها في هولندا، وهي في الخدمة منذ عام 1988. تم تصميم كُنارَك في الأصل كسفينة دعم ومعاونة لوجستية، وجرى إصلاحها في عام 2018، وهي الآن مسلحة بصواريخ مضادة للسفن. أصيبت السفينة بصاروخ أطلق من الفرقاطة الإيرانية جماران في حادثة نيران صديقة خلال تدريب في 10 مايو 2020، مما أسفر عن مقتل 19 من طاقمها.

## وصفها
تم بناء كُنارَك في عام 1988، في K. Damen Shipyards، في هاردينكسفيلد بهولندا، ورقم هيكلها هو 1403.  كانت إيران قد طلبتها واشترتها قبل الثورة الإيرانية عام 1979. هناك 12 سفينة من فئة Hendijan جرى بناؤها في الثمانينيات والتسعينيات، ستة منها في شركة K. Damen Shipyards، والباقي بموجب عقد في إيران. وقد أثيرت أسئلة في البرلمان الهولندي حول تسليم السفن خلال الحرب الإيرانية العراقية 1980-1988 ولكن لما كانت السفن غير مسلحة وليست سفن مقاتلة، لم يكن ضروريًا الحصول على ترخيص للتصدير. كما سلم الهولنديون قاطرة وناقلة مياه إلى البحرية الإيرانية خلال تلك الفترة. ظلت كُنارَك في الخدمة منذ عام 1988.
يبلغ وزن إزاحة كُنارَك 650 طن كبير (660 t) عند الحمولة الكاملة، ويبلغ طولها 47 م (154 قدم)، وعرضها 8.55 م (28.1 قدم)، ولها غاطس بطول 2.86 م (9 قدم 5 بوصة). وهي قادرة على حمل 40 طن متري (39 طن كبير؛ 44 طن صغير) على سطحها، إضافة إلى 95 متر مكعب (3,400 قدم3) في داخلها وخزاناتها، وتحمل 90 جنديًا.

## فترة الخدمة
تم استخدام السفن من فئة Hendijan للدعم والمعاونة اللوجستية. في السنوات الأخيرة جرى إعادة استخدامها ضمن السفن المقاتلة وذلك بتثبيت أسلحة مضادة للسفن عليها. جرى إصلاح كُنارَك في عام 2018 مما منحها القدرة على إطلاق الصواريخ وإمكانية استخدامها في زرع الألغام.  لم يكن لدى كُنارَك أسلحة مضادة للصواريخ، على الرغم من أنه ربما كان لديها مدفع طراز أورليكون وأربعة صواريخ مضادة للسفن طرازنصر -1.  انضمت كُنارَك إلى القوات البحرية الإيرانية المتمركزة في مدينة كنارك في 7 أكتوبر 2018.

### حادثة نيران صديقة 2020
في 10 مايو 2020، ضُربت السفينة بصاروخ نور C-802 أُطلق من الفرقاطة جماران عندما كانت في مضيق هرمز. أعلن التلفزيون الإيراني الرسمي في البداية عن حالة وفاة واحدة في الحادث، ولكن لاحقًا أُعلن عن وفاة 19 وجرح 15. كانت كُنارَك مشاركة في تدريب، حيث حُددت أهداف للتدريب على الصواريخ من الفرقاطة Jamaran. وبحسب ما ورد فقد فشلت كُنارَك في إبعاد نفسها بما فيه الكفاية عن الهدف قبل الإطلاق وأصيبت بصاروخ. قد يكون الصاروخ قد وُجِّه تلقائيًا إلى كُنارَك لكونها أكبر هدف، أو ربما جرى خطأ بشري باعتبارها هدف. بعد الحادث قامت القوات الإيرانية بسحب كُنارَك إلى الميناء للخضوع لـ «تفتيش فني». وأظهرت اللقطات التي نشرتها هيئة الإذاعة الإيرانية IRIB السفينة متأثرة بشدة، وبدا واضحًا أن البنية الفوقية مدمرة ويتصاعد الدخان نتيجة الحرائق.